# Gaius Fabius Pictor (Konsul 269 v. Chr.)
Gaius Fabius Pictor entstammte der römischen Adelsfamilie der Fabier und war 269 v. Chr. Konsul.

## Leben
Gaius Fabius Pictor war wahrscheinlich der ältere Sohn des gleichnamigen Fabiers, der einen Tempel mit Fresken verschönern ließ.
269 v. Chr. gelangte er zusammen mit Quintus Ogulnius Gallus zum Konsulat. Trotz einer allgemeinen Friedenszeit in Italien leistete der Bandenchef Lollius, der zum Stamm der Samniten gehörte, solchen Widerstand gegen die Römer, dass ihn beide Konsuln bekämpfen sollten. Sie gingen bei den Kämpfen gegen den Bandenführer selbst eine große Gefahr ein, konnten aber endlich doch seine letzte Zufluchtsstätte im südöstlichen Bruttium erobern und damit diese Landschaft Rom unterwerfen. In Picenum war unterdessen eine andere Rebellion entstanden, deren Niederschlagung erst die Konsuln des nächsten Jahres in Angriff nehmen konnten. Als Novum wurde während ihres Konsulates die Silberprägung eingeführt (oder zumindest der entsprechende Erlass dazu).